# Schreiber im Alten Ägypten
Schreiber im Alten Ägypten waren als staatliche Beamte mit der schriftlichen Fixierung der Obliegenheiten in Verwaltung und Wirtschaft betraut. Damit waren sie für die ordnungsgemäße Fortführung der staatlichen Belange und ihren Erhalt zuständig.

## Allgemeines
Nahezu gleichzeitig mit den ältesten Schriften in Mesopotamien und in Vorderasien entstand etwa um 3000 v. Chr. in Ägypten die Hieroglyphenschrift aus der Notwendigkeit heraus, mit dem Entstehen des Zentralstaates Vorgänge in Verwaltung und Wirtschaft durch schriftliche Aufzeichnungen festzuhalten. Dieser Beruf eröffnete den Zugang zu wichtigen Positionen in Verwaltung und Wirtschaft.
Das Konzept des Schreibers ist in letzter Zeit heftig kritisiert worden. Einerseits tragen viele Beamte einen Titel mit dem Wort Schreiber, andererseits haben aber ein Großteil der altägyptischen Beamten keinen mit dem Wort Schreiber gebildeten Titel. Der Schreiber als eigenständige Klasse ist demnach eher ein modernes Fantasiegeschöpf und hat wenig mit der sozialen Realität im Alten Ägypten zu tun.

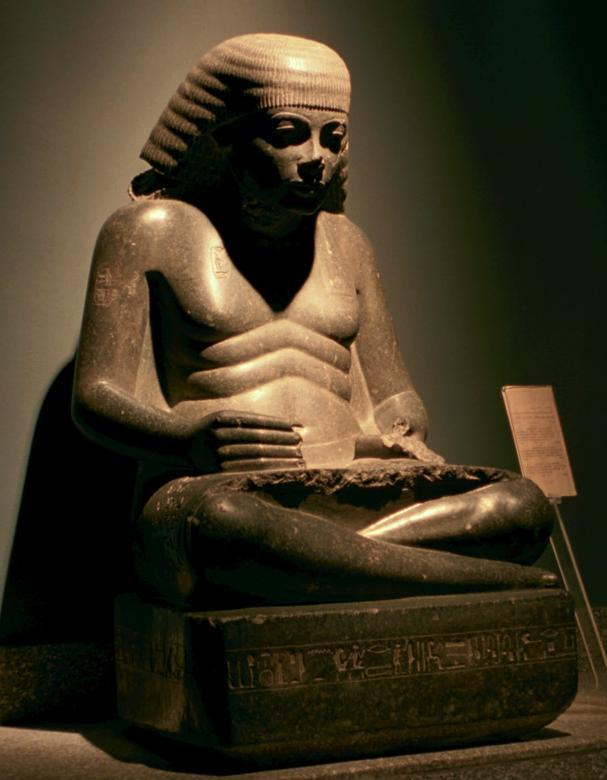
Ägyptischer Schreiber mit Papyrusrolle

## Ausbildung der Schreiber im Alten Reich
Entsprechend den Anforderungen aus Verwaltung und Wirtschaft umfasst die Ausbildung der Schreiber in erster Linie die Kenntnisse der Schrift. Darüber hinaus besaßen sie Spezialkenntnisse, die für das Wirtschaftsleben notwendig waren, wie für das Verfassen von Schriftstücken und Verträgen. Auch die Grundregeln der Mathematik sowie das Berechnen von Flächen und Volumina gehörte dazu. Der ägyptische Ausdruck mtr (meter) – jemanden etwas lehren – konnte auf ganz unterschiedliche Wissensgebiete bezogen sein. Im Alten Reich war die Ausbildung der Schreiber in der Weise organisiert, dass ein oder mehrere Schüler zu einem Schreiber in die Lehre gingen und so diesen Beruf erlernten. Oft ergriffen Kinder von Schreibern wiederum diesen Beruf.

## Schreiberschulen im Mittleren und Neuen Reich
Durch den Verfall des Zentralstaates und dessen Verwaltung zu Beginn der Ersten Zwischenzeit kam es über einen Zeitraum von fast 140 Jahren zu einem Rückgang der Anzahl der Schreiber, sodass mit Beginn des Mittleren Reiches eine andere, rationellere Methode für die Ausbildung der für den Wiederaufbau der Zentralregierung dringend benötigten Schreiber eingeführt werden musste, um für Verwaltung und Wirtschaft sowie Außenhandel eine genügend große Zahl von Fachkräften zur Verfügung stellen zu können: Die Einzelausbildung wurde durch Gruppenunterricht in Schulen abgelöst. Archäologisch sind nur wenige Schulplätze belegt (Ramesseum in der Nähe der Magazine, Deir el-Medine und den Mut-Tempel in Karnak).
Aus der Zeit des Endes der 11. oder des Beginns der 12. Dynastie ist das erste „Schulbuch“ Kemit bekannt, welches auch später im Neuen Reich noch Verwendung fand. Bruchstücke davon sind als Schreibübungen von Schülern auf vielen Ostraka erhalten. Bei dem Inhalt des Schulbuches handelt es sich um eine Zusammenstellung für die Verwaltung wichtiger Begriffe und Formulierungen, um den Schülern für ihre späteren Tätigkeiten entsprechende Vorlagen einschließlich der üblichen Begrüßungsformeln geläufig werden zu lassen. Die Schüler lernten so, wie man Briefe schrieb, Anreden formulierte, Sachverhalte darstellen konnte und wie Werdegänge (Biografien) geschrieben werden mussten.
Es gab aber offensichtlich nicht den Beruf des „Lehrers“. Die lehrenden Schreiber kamen aus der staatlichen Verwaltung, aus der Tempelverwaltung und später im Neuen Reich auch aus der Militärverwaltung. Die Schüler stammten aus unterschiedlichen Bevölkerungsschichten und traten im Alter von fünf bis zehn Jahren ihre Ausbildung an.
Der Unterrichtsstoff weitete sich bis zum Neuen Reich hin ständig aus und umfasste neben Schreib- und Leseübungen die klassischen Lebenslehren, selbst erstellte Schultexte (Schülerhandschriften), Musterbriefe und das Lernen von Ortsnamen aufgrund vorgegebener Listen. Hinzu kam – zumindest teilweise – die Aus- beziehungsweise Weiterbildung der Schreiber zu Dolmetschern. So gab es zur Zeit Amenophis’ III. und unter Echnaton auch Schreiber, die den internationalen Schriftverkehr in Keilschrift abfassen konnten. Für ein schnelles Schreiben eignete sich die Hieroglyphenschrift nicht, sodass parallel zu ihr die hieratische Kursivschrift verwendet wurde (Geschichte der Schrift). Das Lernen geschah durch Niederschreiben und wiederholtes Aufsagen beziehungsweise Abfragen. Die Schulung des Gedächtnisses war in einer Welt des sehr begrenzten Festhaltens das einzige Mittel, um später im Berufsleben alle wichtigen Informationen schnell verfügbar zu haben.

## Spätzeit und griechische Epoche
Mit Beginn der Saïtenzeit (26. bis 31. Dynastie) im 7. Jh. v. Chr. entwickelte sich eine noch schneller zu schreibende Kursivschrift, das Demotische, und verbreitete sich rasch in ganz Ägypten. Die Schreiber waren dadurch gezwungen, beide Schriften zu beherrschen.
Die altägyptischen Schreiberschulen wurden ab dem 4. Jh. v. Chr. durch die sich im gesamten Mittelmeerraum verbreitenden griechischen Schulen und somit durch die hellenistische Kultur und Bildung abgelöst. Die klassische Ägyptische Schule zog sich als Priesterschule in die Tempelbereiche zurück.